# Канова (Фиренца)
Канова је насеље у Италији у округу Фиренца, региону Тоскана.
Према процени из 2011. у насељу је живело 114 становника. Насеље се налази на надморској висини од 344 м.